# Palamedes

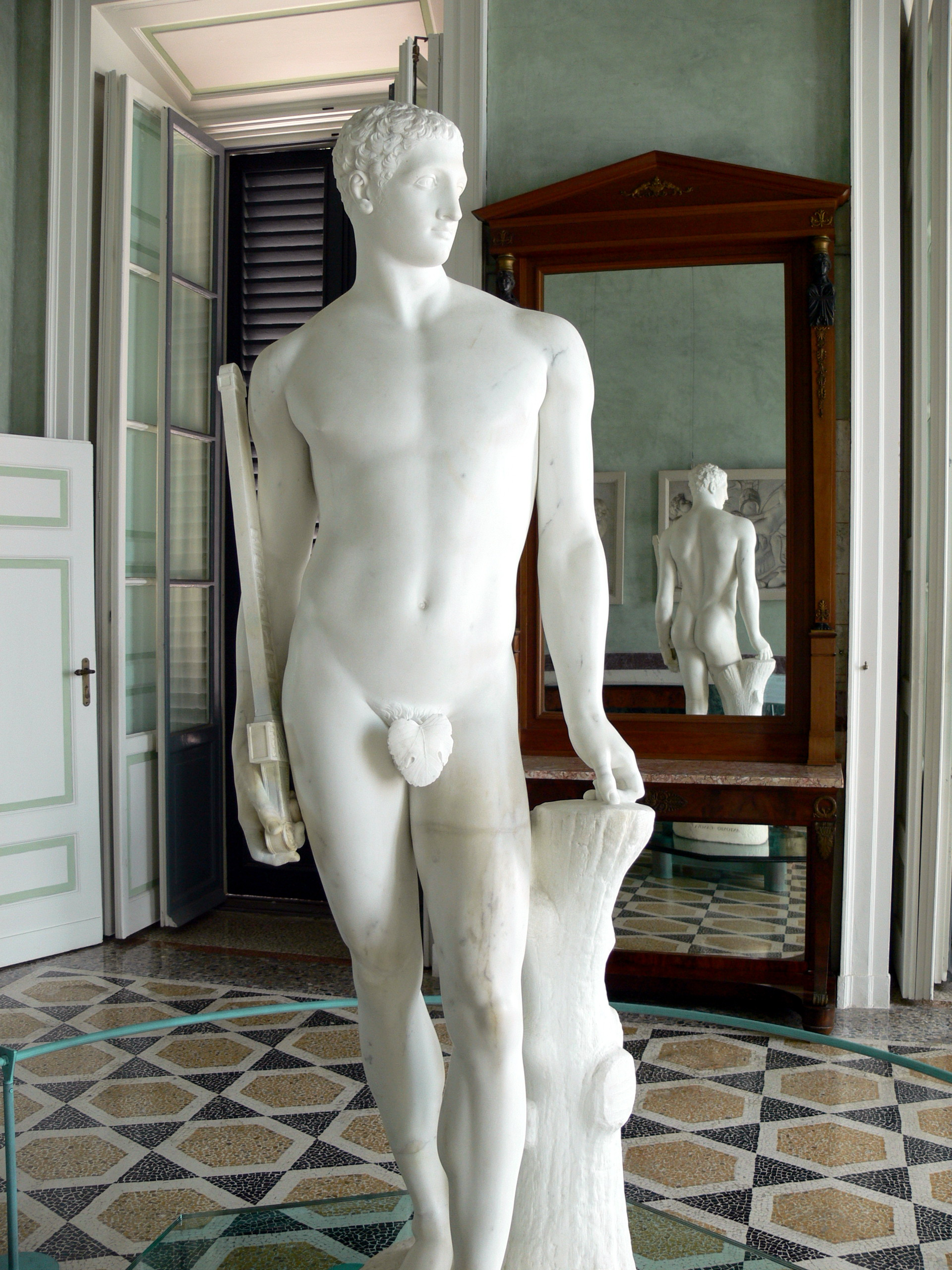
Posąg Palamedesa dłuta A. Canovy

Palamedes (gr. Παλαμήδης) – syn Naupliosa, króla Eubei i Klimeny, córki Katreusa (bądź Atreusa), władcy Krety (według innych wersji jego matką była Filira lub Hezjone), brat Ojaksa. Uczeń centaura Chirona wyróżniający się niezwykłą przenikliwością i roztropnością.
Znany z cyklu późniejszych podań "trojańskich", łączących go z głównymi postaciami homeryckiego eposu. Odznaczając się przebiegłością odkrył podstęp Odyseusza broniącego się przed udziałem w wyprawie na Troję i udającego obłąkanego; po zręcznym zdemaskowaniu król Itaki przysiągł mu zemstę. Podczas wojny trojańskiej dodatkowo padł ofiarą niechęci Agamemnona i innych wodzów Achajów, zazdroszczących mu sławy. Odyseusz doprowadził go do zguby, podrzucając mu pieniądze (złoto) i rzekome pismo od Priama, tj. oskarżając o zdradę, zaś Agamemnon wydał wyrok śmierci wykonany przez całą armię. Wedle innych wersji Odys i Diomedes utopili go podczas połowu ryb, bądź też zwabili do studni z rzekomo ukrytym skarbem i tam pogrzebali go zarzucając kamieniami.
Nigdzie nie wymieniony w Iliadzie Palamedes należy do postaci mitologicznych z kręgu trojańskiego stworzonych w poematach cyklicznych już po powstaniu eposu homeryckiego (przede wszystkim w Cypria pochodzących z VIII w. p.n.e.). Spopularyzowany został przez późniejszych mitografów, sofistów i tragików. Przez starożytnych Greków uważany był za wynalazcę miar i wag, monet i umiejętności obliczania (m.in. miesięcy), gry w kości i warcaby, stopni wojskowych, a nawet latarni morskiej, oraz za poetę. Hyginus wymienia go jako wynalazcę 4 względnie 11 dodatkowych liter dla spółgłosek alfabetu greckiego. Według Pauzaniasza figurował na stworzonym przez Polignota z Tazos obrazie przedstawiającym go grającego z Tersytesem w kości. Scenę tę (być może kopiowaną) napotyka się również w greckim malarstwie wazowym. Na eolskim wybrzeżu Azji Mniejszej, naprzeciw wyspy Lesbos miała znajdować się jego świątynia z posągiem.
Był tytułowym bohaterem zaginionych tragedii Sofoklesa, Eurypidesa i zapewne Ajschylosa. W literaturze starogreckiej choć wspomniany w dialogu Platona Obrona Sokratesa, bardziej znany jest z apologetycznej mowy sofisty Gorgiasza z Leontinoi zatytułowanej Obrona Palamedesa.  Apollodoros Ateńczyk podaje wiadomości o jego rodzicach i pochodzeniu. W twórczości Rzymian upamiętniony zarówno przez Owidiusza w Przemianach, jak i w Eneidzie (II, 82) przez Wergiliusza, przypominającego jego rolę w wojnie trojańskiej.
W sztuce nowożytnej zapewne najbardziej znany z klasycystycznej rzeźby Antonio Canovy, powielanej później w kopiach. W malarstwie Giovanni Tiepolo na jednym ze swych mitologicznych płócien przedstawił scenę podstępu Palamedesa wobec Odysa. Od jego imienia nosi nazwę górujące nad Nauplion (Argolida) wzgórze Palamidi wraz z twierdzą.